# André Abegglen
André „Trello” Abegglen (n. 7 martie 1909 – d. 8 noiembrie 1944) a fost un fotbalist elvețian care a jucat pe postul de atacant pentru Elveția, alături de frații săi Max Abegglen și Jean Abegglen, pentru care a jucat la două Campionate Mondiale.
A fost campion cu Sochaux, în 1935 și 1938, și golgheter al sezonului 1935, cu 30 de goluri în 28 de meciuri. A jucat în meciul care a marcat eliminarea Germaniei de la Campionatul Mondial de Fotbal 1938, marcând în optimile de finala 3 din cele 5 goluri ale elvețienilor.
A murit într-un accident de tren, în timp ce se deplasa cu echipa sa FC La Chaux-de-Fonds.

## Legături externe
- André Abegglen la rsssf.com